# Macarostola parolca
Macarostola parolca là một loài bướm đêm thuộc họ Gracillariidae. Nó được tìm thấy ở Seychelles.